# 電車事業所前停留場
電車事業所前停留場（でんしゃじぎょうしょまえていりゅうじょう）は、北海道札幌市中央区にある札幌市交通事業振興公社（札幌市電）山鼻西線の停留場である。停留場番号はSC11。福住桑園通と白石藻岩通との交差点北側（南21条西14丁目）にある。市電の運行拠点「電車事業所」が近くにあり、乗務員交代もここで行われる。

## 歴史
- 1931年（昭和6年）11月23日 [2] 「東本願寺廟塔前」の名称で停留場開業。
- 1941年（昭和16年）12月1日 廃止。
- 1954年（昭和29年）8月15日 「廟塔前」の名称で再開業。
- 1965年（昭和40年）8月1日 学芸大学前停留場（現：中央図書館前停留場）に統合、廃止。
- 1968年（昭和43年）10月 南車庫（現在の電車車輌センター）新設。
- 1974年（昭和49年）5月1日 「電車事業所前」の名称で再々開業。
- 2015年（平成27年）4月1日 停留場番号を設定[3]。

## 停留場構造
2面2線の対向式。横断歩道に接し、ほぼ真正面に内回り（中央図書館前方面）と外回り（ロープウェイ入口方面）の安全地帯が向きあっている。安全地帯にはロードヒーティングが施され、上屋が設置されている。
かつては、外回り側の歩道上に待合室があった。さらに以前は、藻岩山ロープウェイで使用されていた8人乗りのゴンドラが置かれていた。
電車車輌センター（市電車庫）から出庫した電車は、停留場のすぐ南の交差点から中央図書館前停留場へ向かって内回り本線に合流している。入庫の際はやはり中央図書館前停留場から外回り本線の途中で分岐して入庫する。入出庫線と本線の分岐点のポイントは、2つの短い軌道回路を使用した電車停止位置の時間差検知により自動的に制御され、分岐点の手前には停止線が2本設けられている。札幌市電の本線上にあるポイントでは、この交差点の東側のみスプリング式を使用していない。

## 停留場周辺
- 札幌市交通事業振興公社電車事業所（電車車輌センター）
- 東本願寺北海御廟（廟塔）
- 札幌外科記念病院
- 平松記念病院
- じょうてつバス、北都交通「電車事業所前」停留所[4][5]

## 隣の停留場
札幌市交通事業振興公社
山鼻西線
ロープウェイ入口停留場 (SC10) - 電車事業所前停留場 (SC11) - 中央図書館前停留場 (SC12)